# Бајонвиле
Бајонвиле (фр. Bayonvillers) насеље је и општина у североисточној Француској у региону Пикардија, у департману Сома која припада префектури Мондидје.
По подацима из 2011. године у општини је живело 355 становника, а густина насељености је износила 43,83 становника/km². Општина се простире на површини од 8,1 km². Налази се на средњој надморској висини од 90 метара (максималној 95 m, а минималној 82 m).

## Демографија
| 1962. | 1968. | 1975. | 1982. | 1990. | 1999. | 2011. |
| ----- | ----- | ----- | ----- | ----- | ----- | ----- |
| 345   | 368   | 288   | 295   | 269   | 345   | 355   |

График промене броја становника у току последњих година